# Berdesinskiite
La berdesinskiite è un minerale.